# Bürgerkrieg in der Elfenbeinküste

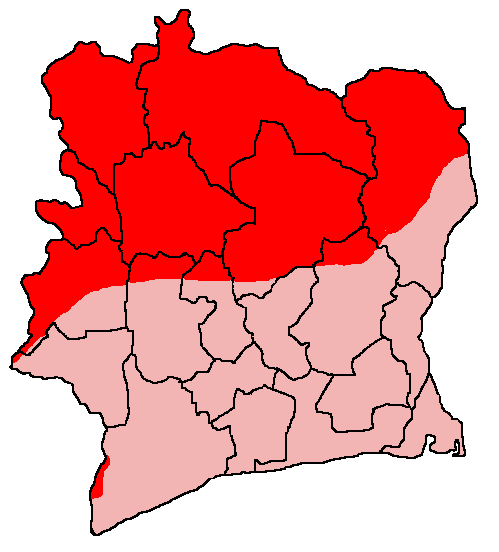
Die Teilung der Elfenbeinküste: Dunkel die von den Rebellen, hell die von der Regierung kontrollierten Gebiete.

Der Bürgerkrieg in der Elfenbeinküste (Ivorischer Bürgerkrieg) begann am 19. September 2002 mit einem Aufstand von Teilen der Armee, die seither die nördliche Hälfte des Landes unter ihre Kontrolle brachten. Ursachen sind ethnische Spannungen zwischen Nord- und Südteil, Einheimischen und Einwanderern aus Nachbarländern wie auch der Kampf um natürliche Ressourcen in der Elfenbeinküste. Die Situation beruhigte sich nach der Unterzeichnung eines Friedensabkommens zwischen Rebellen und Regierung und der Entsendung der Operation der Vereinten Nationen in der Elfenbeinküste (ONUCI), doch hält die Spaltung des Landes, die durch den offenen Ausbruch des Konflikts verschärft wurde, an. Am 30. Juli 2007 erklärten Präsident Laurent Gbagbo und Rebellenführer Guillaume Soro den Bürgerkrieg für beendet.

## Hintergrund und Vorgeschichte
Lange war die seit 1960 unabhängige Elfenbeinküste (Côte d' Ivoire) ein vergleichsweise stabiles und wohlhabendes Land inmitten einer armen und politisch instabilen Region (vgl. Liberianischer Bürgerkrieg, Bürgerkrieg in Sierra Leone). Der erste Präsident Félix Houphouët-Boigny verfolgte eine prowestliche Wirtschaftspolitik, die dem Land zunächst relativen Wohlstand brachte. Dadurch zog die Elfenbeinküste auch zahlreiche Einwanderer – darunter Umweltflüchtlinge infolge der Hungersnot in der Sahelzone – aus ärmeren Nachbarstaaten, insbesondere aus Burkina Faso, an. Sie fanden Arbeit in der Landwirtschaft und siedelten sich vorwiegend im Norden des Landes an, wo teils verwandte Ethnien leben. Um ethnische Konflikte zu vermeiden und den Staat zu einen, hob die Politik Houphouët-Boignys unter dem Motto der Ivoirité die gemeinsame Identität aller Einwohner hervor. In der Ivoirité waren ursprünglich auch die Einwanderer inbegriffen.
Mit der Verschlechterung der wirtschaftlichen Lage ab Ende der 1970er Jahre infolge sinkender Kaffee- und Kakaopreise stiegen jedoch Arbeitslosigkeit und Unzufriedenheit in der Bevölkerung, womit auch fremdenfeindlich-nationalistische Kräfte an Einfluss gewannen, die die Einwanderer aus ihrer Definition von Ivoirité ausschlossen und als Konkurrenten der Einheimischen für die wirtschaftlichen Probleme verantwortlich machten.
Bei den Wahlen 1995 und 2000 verhinderte der seit 1993 amtierende zweite Präsident Henri Konan Bédié die Kandidatur seines Konkurrenten Alassane Ouattara aus dem Norden des Landes, indem er die ivorische Staatsbürgerschaft von dessen Eltern in Zweifel zog und eigens eine Klausel einführte, wonach nur Personen, deren beide Elternteile ivorische Staatsbürger sind, für das Präsidentenamt kandidieren dürfen. Besonders dieses Gesetz empfanden viele Nord-Ivorer, die traditionell verwandtschaftliche Beziehungen in die Nachbarländer unterhalten, als Zeichen einer Diskriminierung und Marginalisierung.

## Bürgerkrieg

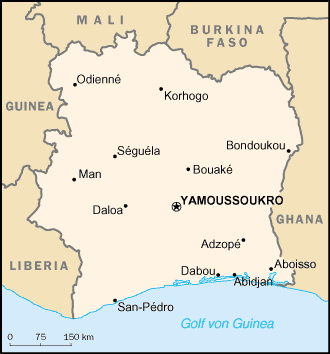
Karte der Elfenbeinküste

Am 19. September 2002 rebellierten Teile der ivorischen Armee, vor allem Soldaten aus dem Norden des Landes, und verübten Angriffe in den Städten Abidjan, Korhogo und Bouaké. Während dieses Putsches gab es verschiedene Mordversuche an politischen Persönlichkeiten, darunter Alassane Ouattara und Verteidigungsminister Moïse Lida Kouassi; Innenminister Émile Boga Doudou, der militärische Führer Robert Guéï und deren Leibwächter wurden getötet. Die Verantwortung für diese Morde ist umstritten. Die Aufständischen wurden in Abidjan mit Hilfe französischer Truppen zurückgeschlagen, erlangten aber die Kontrolle in Korhogo im Norden und Bouaké im Zentrum des Landes.
Es folgten Kämpfe vor allem um Bouaké, dessen Kontrolle immer wieder zwischen Aufständischen und Regierung wechselte. Von beiden Seiten kam es dabei zu willkürlichen Hinrichtungen, zudem töteten Armee und Milizen gezielt Gewerkschafter, Studenten, Anhänger von Ouattaras Oppositionspartei RDR und kommunistische Aktivisten, die der Unterstützung der Rebellion verdächtigt wurden. Etwa 3000 Personen wurden im Herbst 2002 ermordet. Ebenfalls töteten Armeeangehörige und liberianische Söldner Hunderte Ausländer, während die Rebellen ihrerseits mit ähnlichen Massakern etwa eine Million sogenannt „deplatzierte“ Ivorer nach Süden vertrieben.

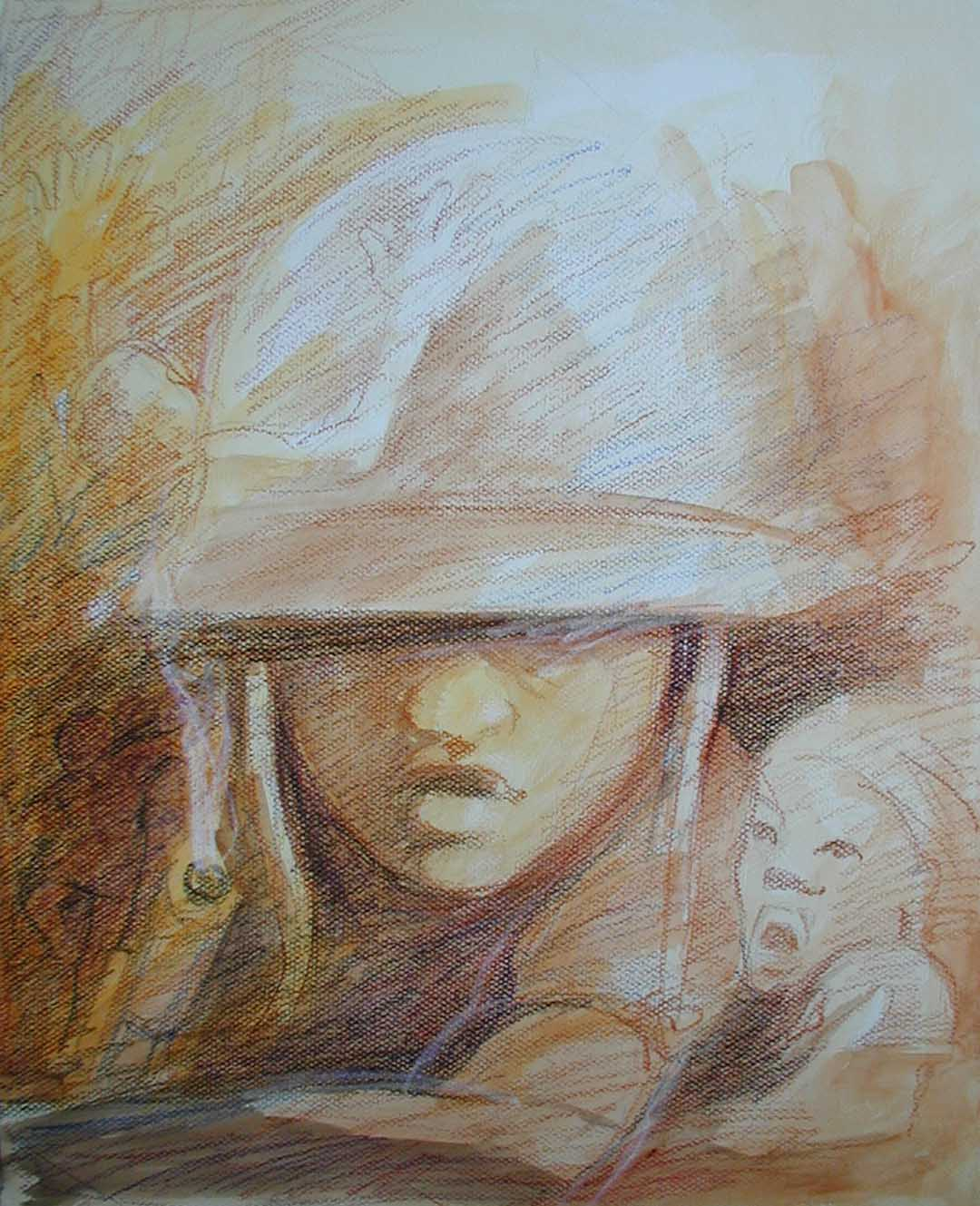
„Kindersoldat in der Elfenbeinküste, Afrika“, Gemälde von Gilbert G. Groud, 2007

Im Oktober 2002 wurde ein Waffenstillstandsabkommen zwischen der Regierung und den Rebellen der Mouvement patriotique de Côte d'Ivoire/Forces Nouvelles de Côte d’Ivoire (MPCI/FNCI) unterzeichnet, aber bald gebrochen. Im November fielen von Liberia aus zwei neue Rebellenorganisationen, die von Félix Doh gegründete Mouvement populaire ivoirien du Grand Ouest (MPIGO)- etwa 6000 Mann stark, und die von Guillaume Soro geführte, etwa 250 Mann starke Mouvement pour la justice et la paix (MJP) ein, eroberten die Städte Man und Danané im Westen der Elfenbeinküste und töteten Tausende. Diese Organisationen bestanden hauptsächlich aus liberianischen Truppen unter dem Sierra-Leoner Sam Bockarie, aber auch aus Teilen der MPCI.
Die ehemalige Kolonialmacht Frankreich setzte sich für eine Verständigung der Konfliktparteien ein. Am 26. Januar 2003 wurde im französischen Linas-Marcoussis ein Abkommen unterzeichnet, dem zufolge Präsident Gbagbo bis zu Neuwahlen im Amt bleiben sollte, die Rebellen in einer Übergangsregierung das Innen- und Verteidigungsministerium erhalten sollten und Truppen Frankreichs und der ECOWAS zwischen den Machtbereichen der Kriegsparteien stationiert werden sollten, um einen erneuten Ausbruch des Konflikts zu verhindern. Am 4. April 2004 wurde die UN-Friedensmission ONUCI entsandt, um die Überwachung der „Vertrauenszone“ zwischen Rebellen- und Regierungsgebieten zu unterstützen.
2004 kam es zu erneuten Gewaltausbrüchen. Bei der Unterdrückung einer Anti-Gbagbo-Demonstration in Abidjan im März wurden über 120 Menschen getötet. Im März führte die Armee Luftangriffe gegen die Rebellen durch, wobei auch neun Peacekeeper getötet wurden. Es kam zu gewalttätigen Demonstrationen gegen Frankreich, und es wurde ein Waffenembargo gegen das Land verhängt.
Im März 2007 unterzeichneten Rebellen und Regierung in Ouagadougou, Burkina Faso das Abkommen von Ouagadougou. Entsprechend dem Abkommen wurde FN-Führer Guillaume Soro Premierminister. Im April wurde die „Vertrauenszone“ aufgelöst, woraufhin es zunächst zu einem Anstieg der Gewalt kam. Im Mai begann die bereits früher vorgesehene Entwaffnung der Milizen.
Am 30. Juli reiste Laurent Gbagbo erstmals wieder in den Norden des Landes in die vormalige Rebellen-Hochburg Bouaké. Bei einer Waffenverbrennungs-Zeremonie im Stadion der Stadt erklärten Soro und er den Bürgerkrieg für beendet.
Nach den Präsidentschaftswahlen 2010 flammte der Bürgerkrieg im Zuge der Regierungskrise 2010/2011 wieder auf.